# 헤움노 강제 수용소

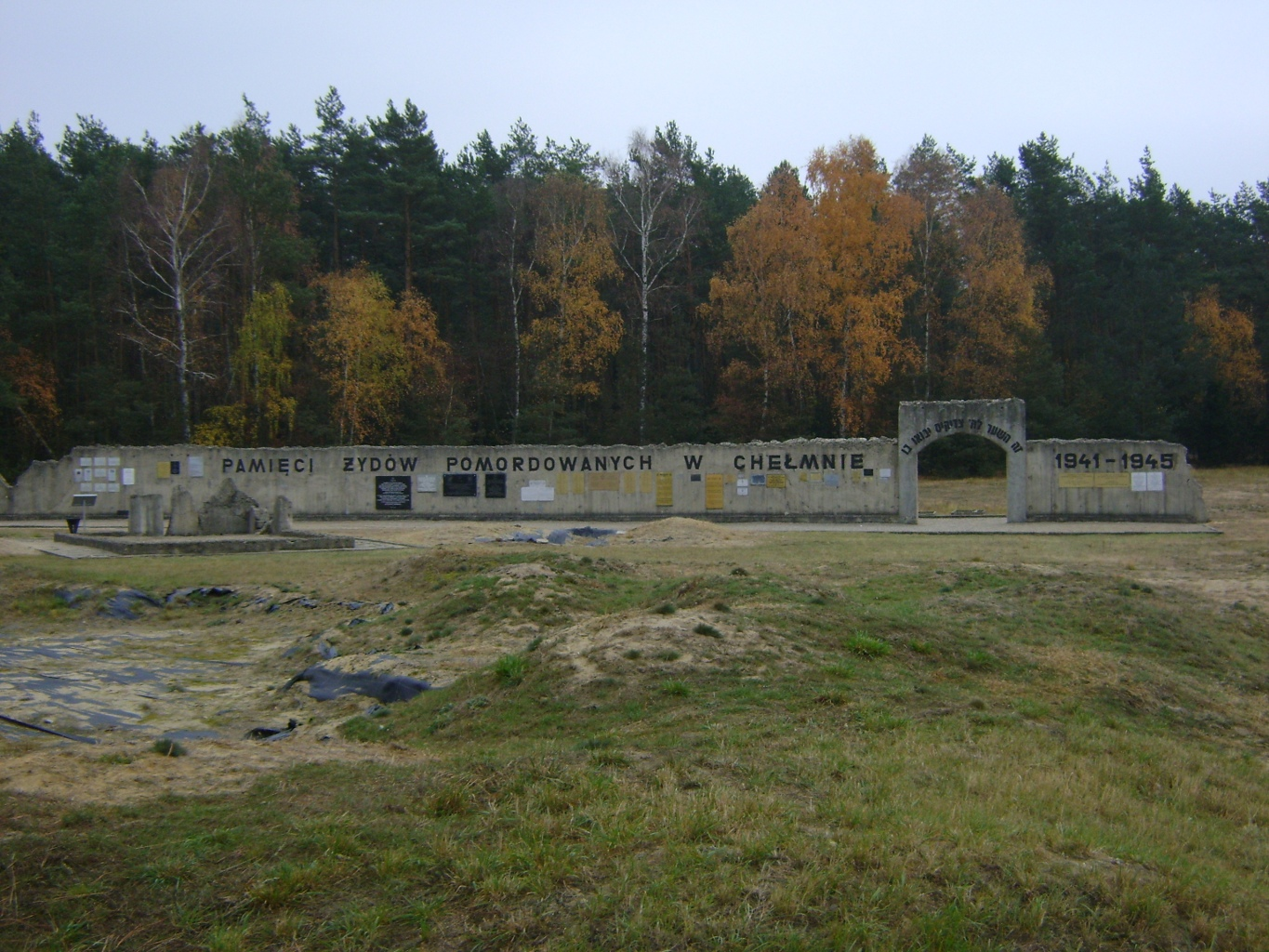
헤움노 강제 수용소 유적

헤움노 강제 수용소(폴란드어: Chełmno) 또는 쿨름호프 강제 수용소(독일어: Kulmhof)는 나치 독일의 첫 번째 절멸 수용소였으며, 우치에서 북쪽으로 50 km (31 mi) 떨어진 헤움노나드네렘 근처에 있었다. 1939년 폴란드 침공 이후, 독일은 이 지역을 새로운 영토인 바르텔란트 국가대관구에 합병했다. 대량 학살 외에는 다른 목적이 없었던 이 수용소는 홀로코스트의 가장 치명적인 단계인 라인하르트 작전과 병행하여 1941년 12월 8일부터 1943년 4월 11일까지 운영되었고, 소련의 반격 기간 인 1944년 6월 23일부터 1945년 1월 18일까지 다시 운영되었다. 1943년에는 수용소 건물이 이미 해체되었기 때문에 수용소의 학살 방법이 수정되었다.